# 錦川鉄道
錦川鉄道株式会社（にしきがわてつどう）は、山口県岩国市で錦川清流線等を運営している山口県や岩国市などが出資する第三セクター鉄道会社である。

## 概要
（旧）国鉄特定地方交通線の岩日線を転換した錦川清流線の運営のほか、関連事業として旅行業（屋号は「清流線トラベルサービス」）、岩国市錦町総合支所からの委託で路線バスの運行（岩国市営錦バス。〈旧〉錦町営バスが岩国市との合併により移行したもの）、岩国市錦町でのレンタサイクル事業、岩国城および岩国城ロープウェーの管理受託業務など幅広く展開している。また特筆すべき事業として、国鉄時代に岩日北線として建設されていた錦町 - 日原間のうち、完成していた錦町 - 雙津峡温泉間の路盤を有効活用したゴムタイヤ遊覧車「とことこトレイン」の運行（岩国市錦町総合支所からの委託）があげられる。この未成線活用策に対しては、2004年（平成16年）10月に国土交通省から地域活性化への貢献部門で「日本鉄道賞」を受賞している。なおゴムタイヤ遊覧車としては片道運行距離（約6km ）は日本一。また、赤・青・黄・緑・白・桃の6色の蛍光石を使用した光るトンネル壁画（広瀬トンネル、全長1,796m）の連続距離も620mで日本一である。雙津峡温泉から先、六日市（島根県吉賀町）まで路盤が完成しているが今のところ六日市までの延長予定はない。
本業たる鉄道事業では開業から一度も営業黒字を計上していないものの、地元住民および自治体のマイレール意識が高いことに加え、前述のように鉄道運行業務以外での収入が占める割合も高いこと、そして1998年（平成10年）に並行するJRバス中国が撤退したことにより収支も当初より改善し、公的補助を加えると会社全体としての経営には特段の問題点もなかったが、2017年度以降年間1億円の赤字が続いていることから2025年（令和7年）以降、存廃協議が開始されることとなった。

## 歴史

### 年表
- 1987年（昭和62年）
  - 4月1日 - 会社設立。
  - 7月25日 - 西日本旅客鉄道（JR西日本）岩日線を転換し錦川清流線開業[4]。
- 1997年（平成9年）5月 - 錦町（現在は岩国市）でレンタサイクル事業開始。
- 1998年（平成10年）4月 - 錦町営バス（現在の岩国市営錦バス）の運行を受託。
- 2002年（平成14年）7月7日 - 建設が中止された岩日北線の錦町 - 雙津峡温泉間の路盤に、錦町からの委託でゴムタイヤ遊覧車を運行開始。2003年（平成15年）に公募で「とことこトレイン」と命名。
- 2006年（平成18年）10月1日 - JR西日本岩国駅東口の出札業務を受託。
- 2013年（平成25年）4月 - 岩国市の岩国城ロープウェーや岩国城の指定管理業務及び錦帯橋の管理運営業務を開始。それに合わせ、制服を一新[5]。

## 路線
- 錦川清流線（第1種鉄道事業者）
- ゴムタイヤ遊覧車「とことこトレイン」 - 鉄道事業法に基づく鉄道ではなく岩日北線記念公園上を走る遊具（ロードトレイン）として運行している。

## 車両

### 錦川清流線
現行車両
- NT3000形
- キハ40形
レトロ調車両として2017年（平成29年）に導入。東日本旅客鉄道（JR東日本）烏山線で同年3月まで運行されていたキハ40 1009を3,300万円（輸送費込み）で購入。同年5月に錦町駅に搬入され、7月25日の開業30周年記念イベントで公開。同年9月16日に営業運転を開始した。

過去の車両
- NT2000形
- NT2100形（イベント用兼用）

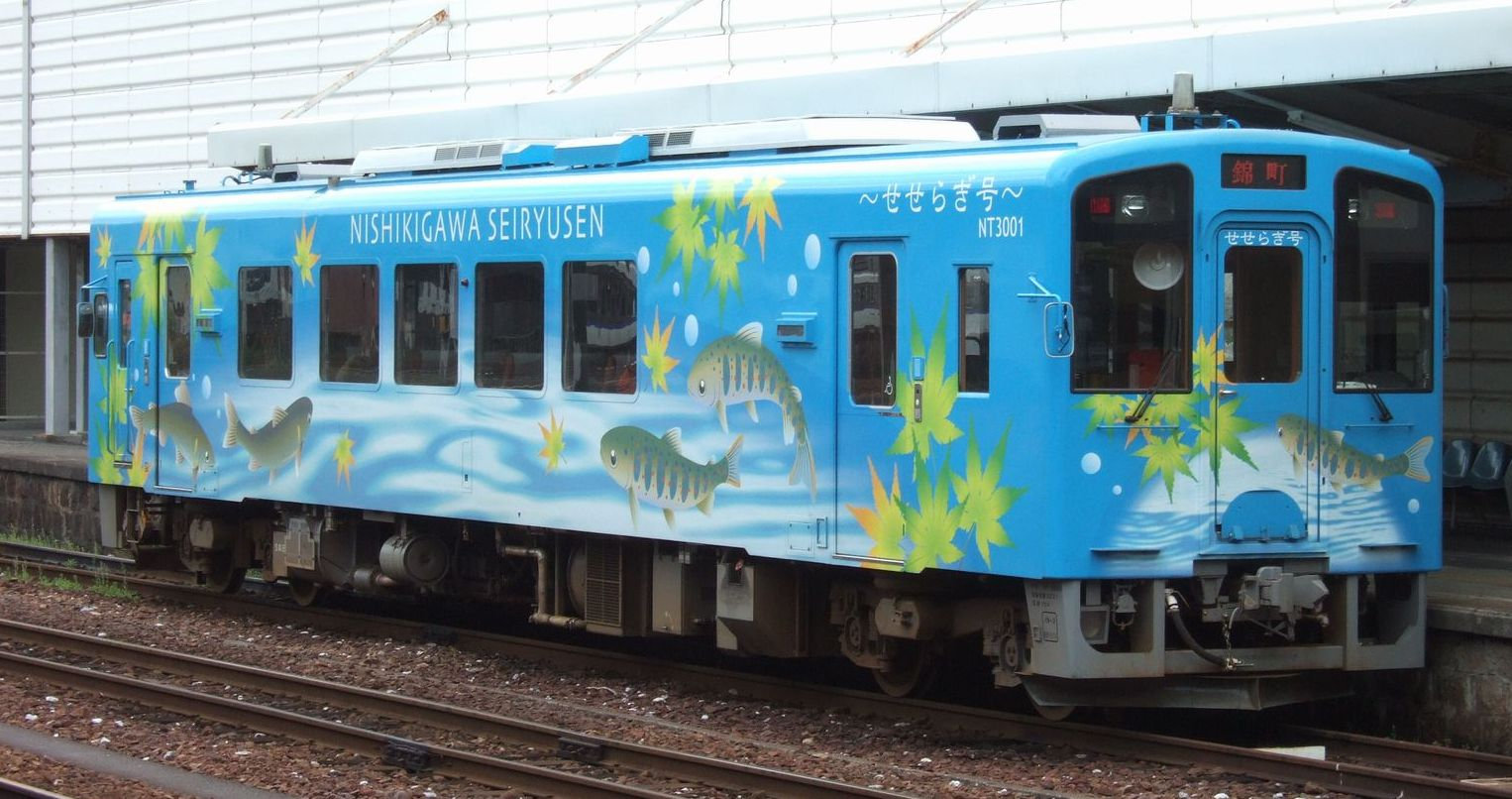
NT3001（せせらぎ号）
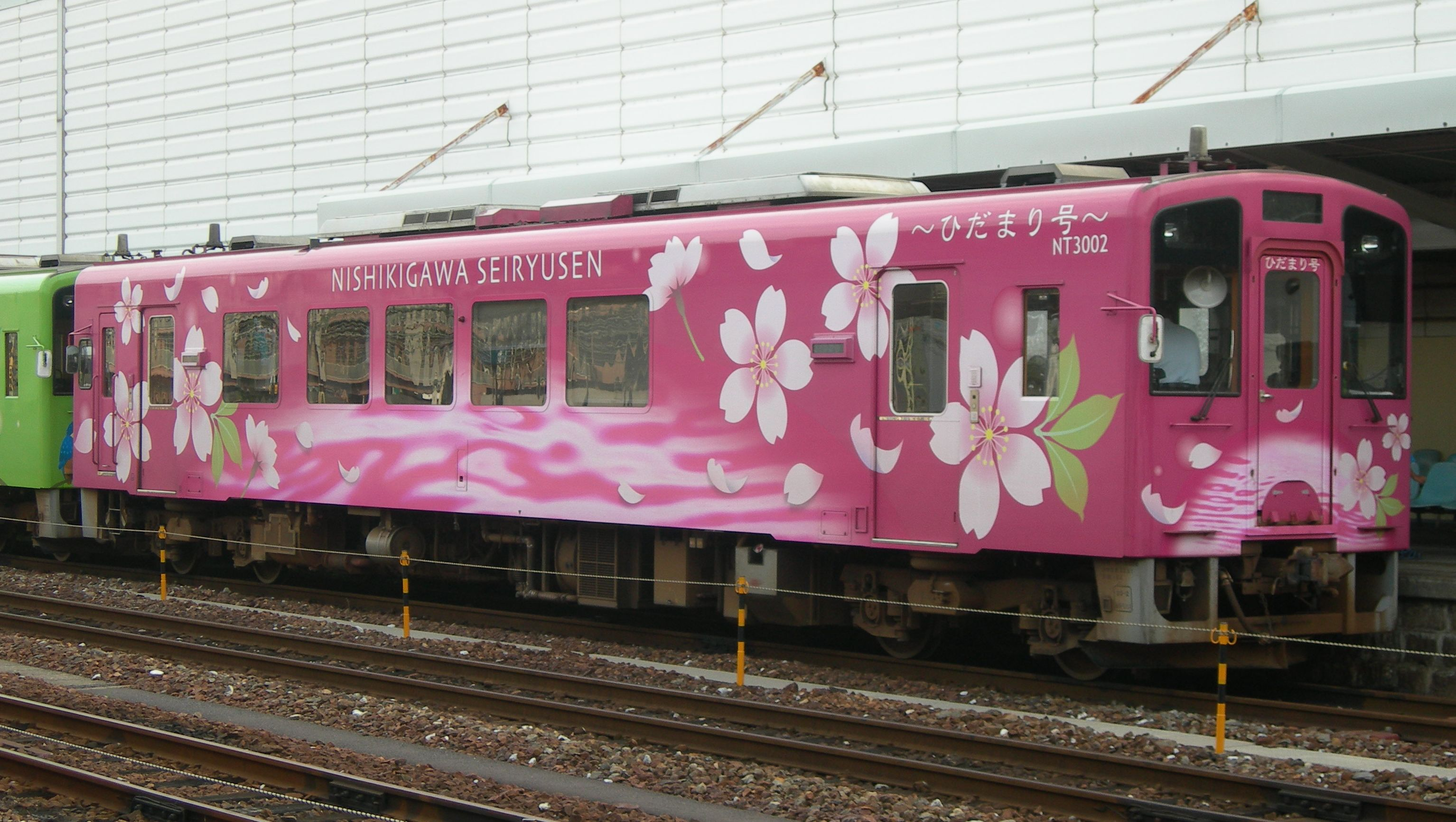
NT3002（ひだまり号）
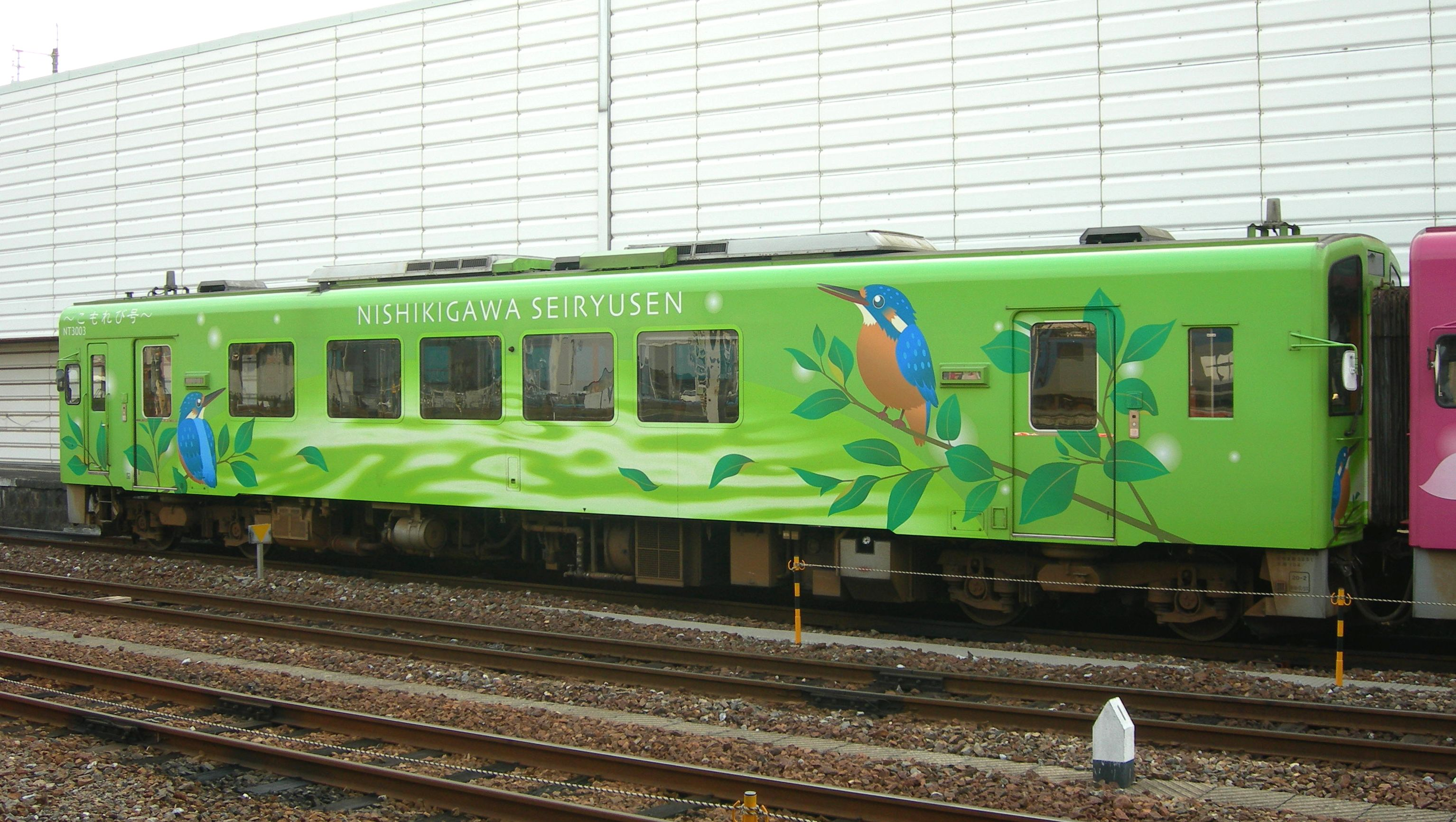
NT3003（こもれび号）
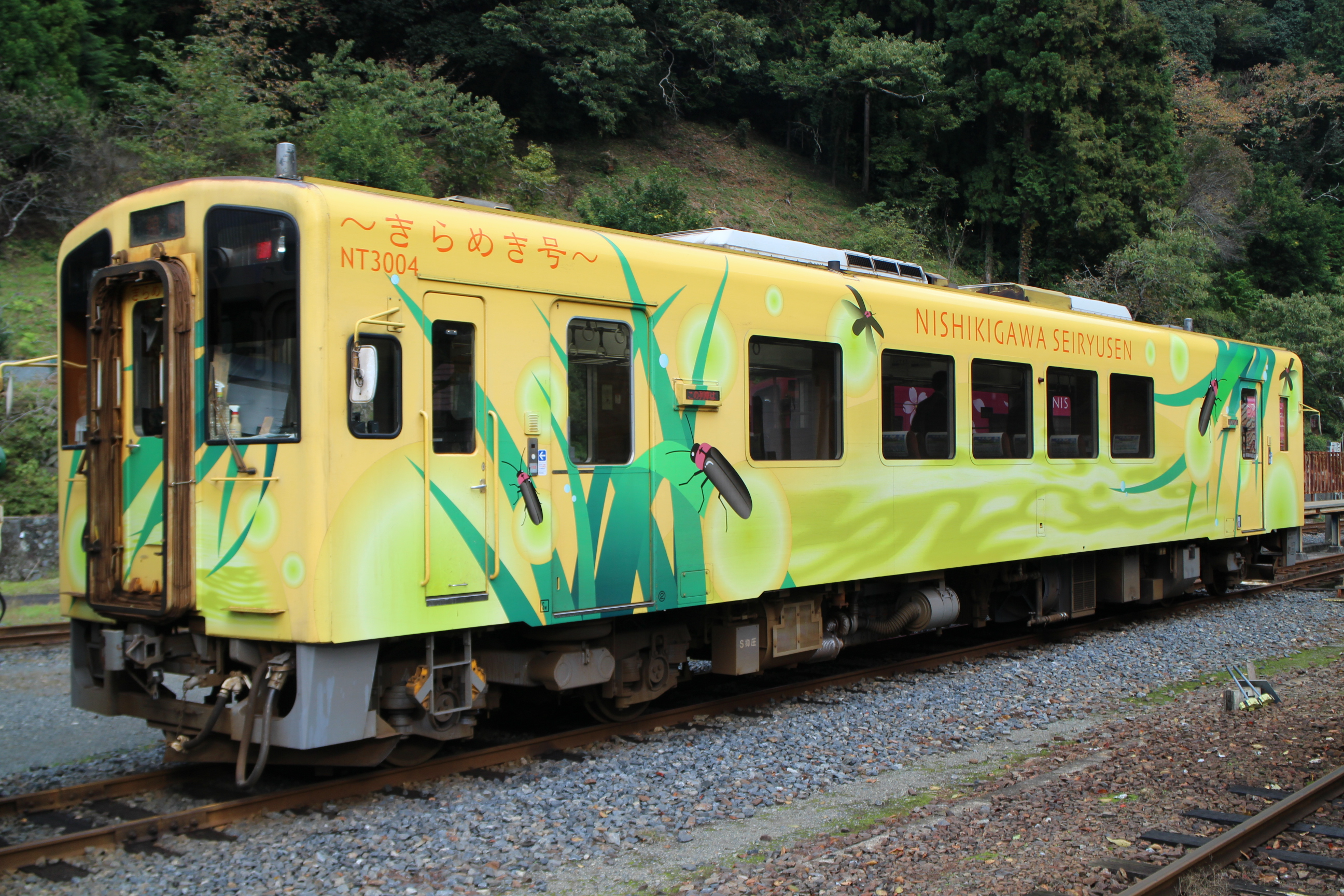
NT3004（きらめき号）
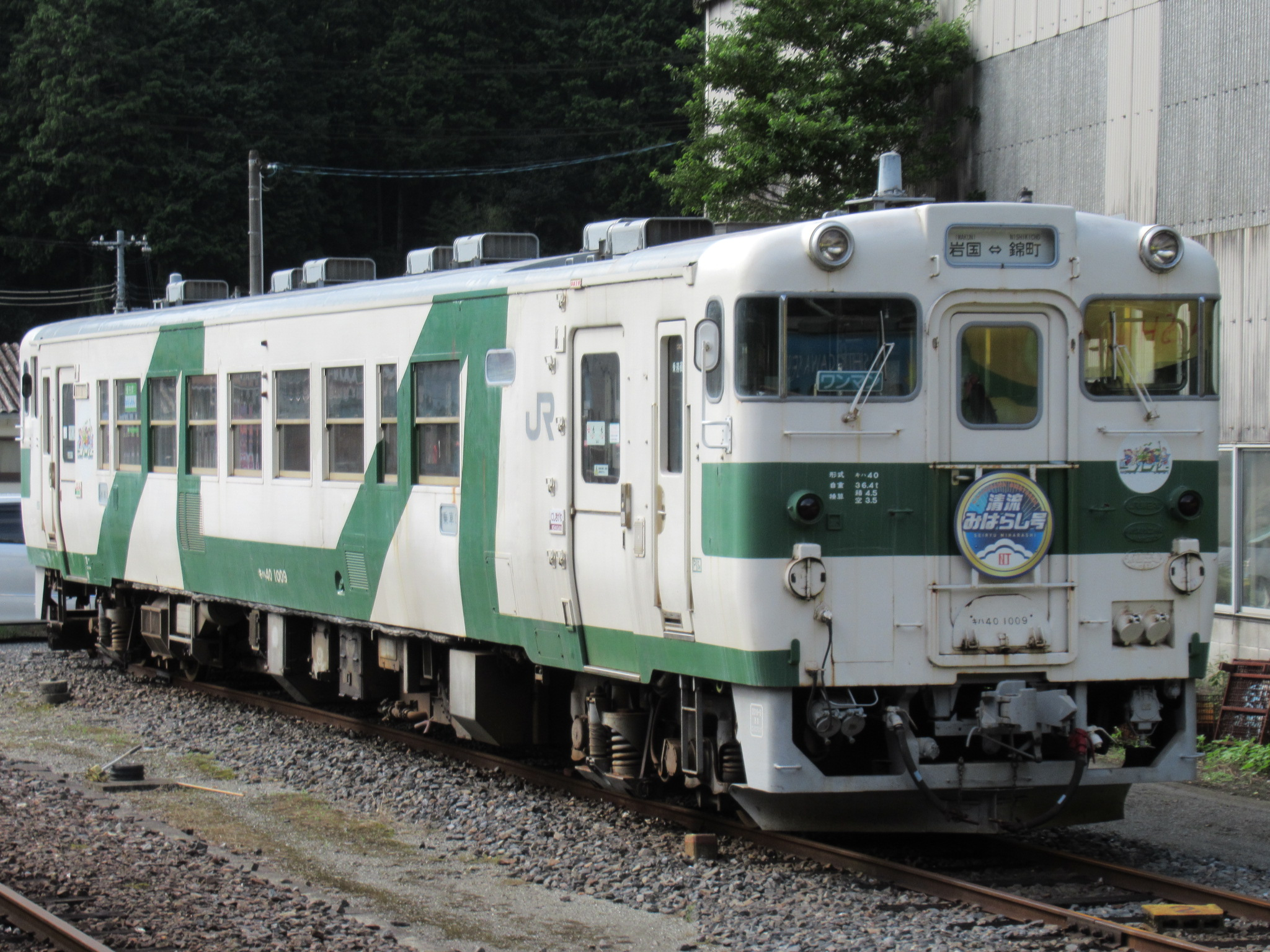
キハ40 1009
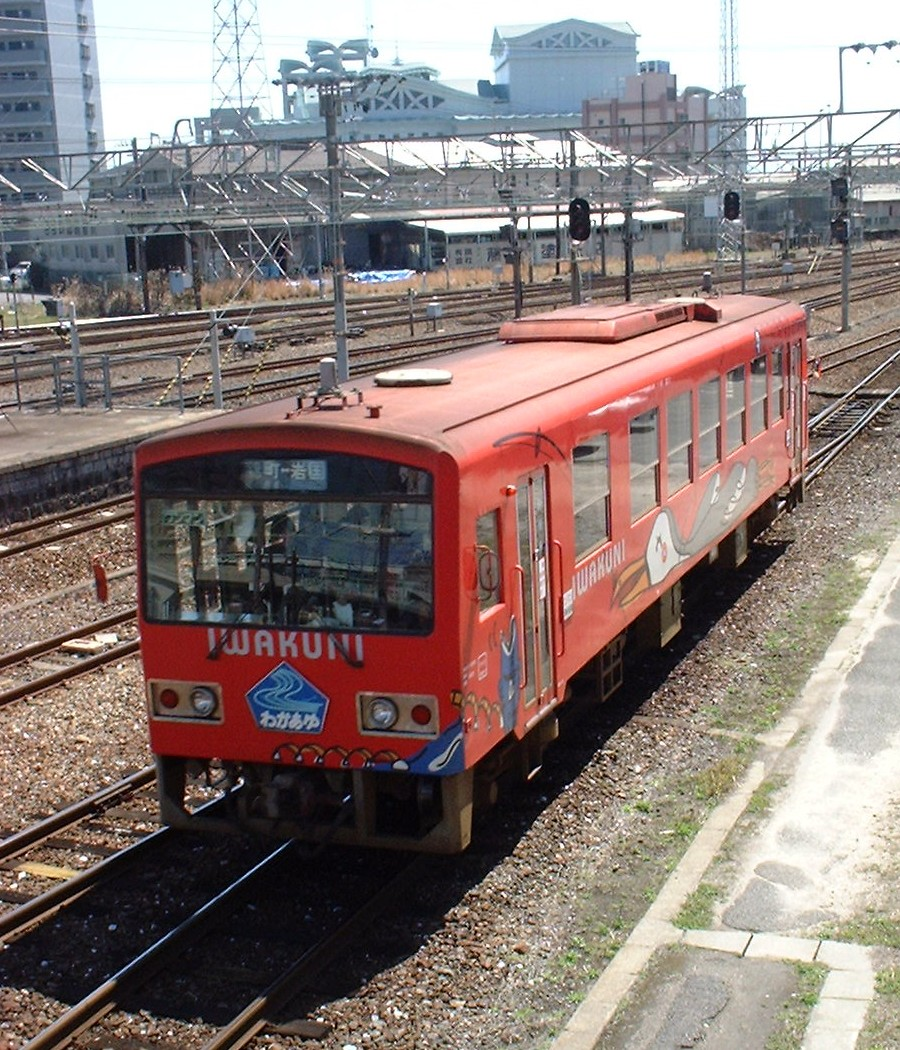
NT2000形（NT-2003） （2004年4月4日）
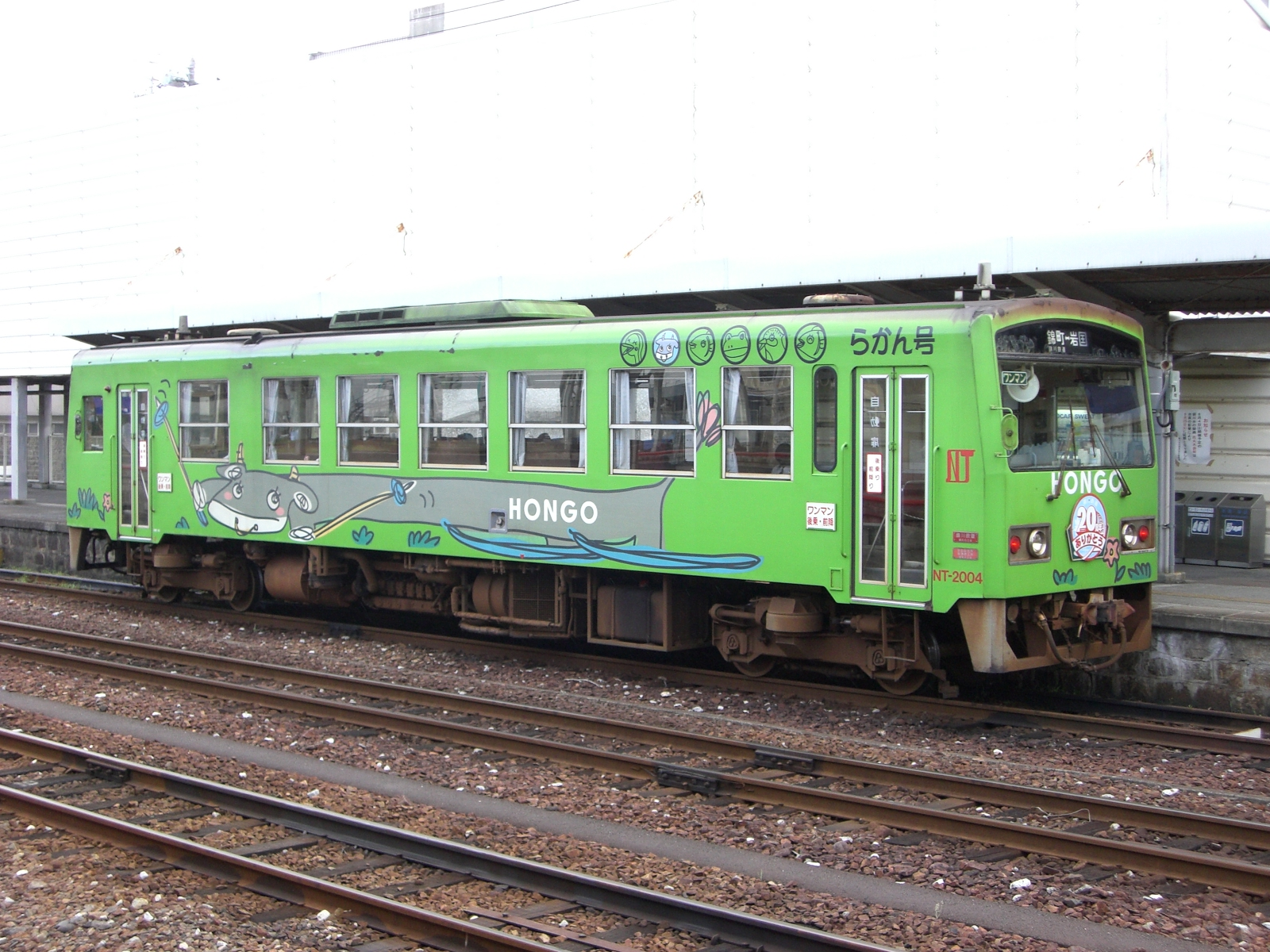
NT-2004 らかん号
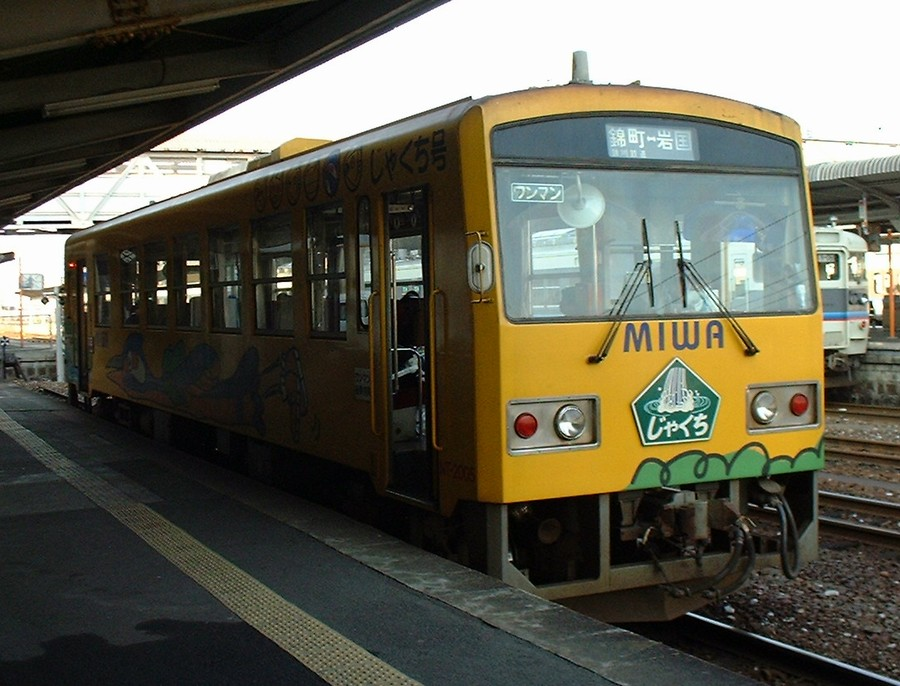
NT-2005 じゃくち号
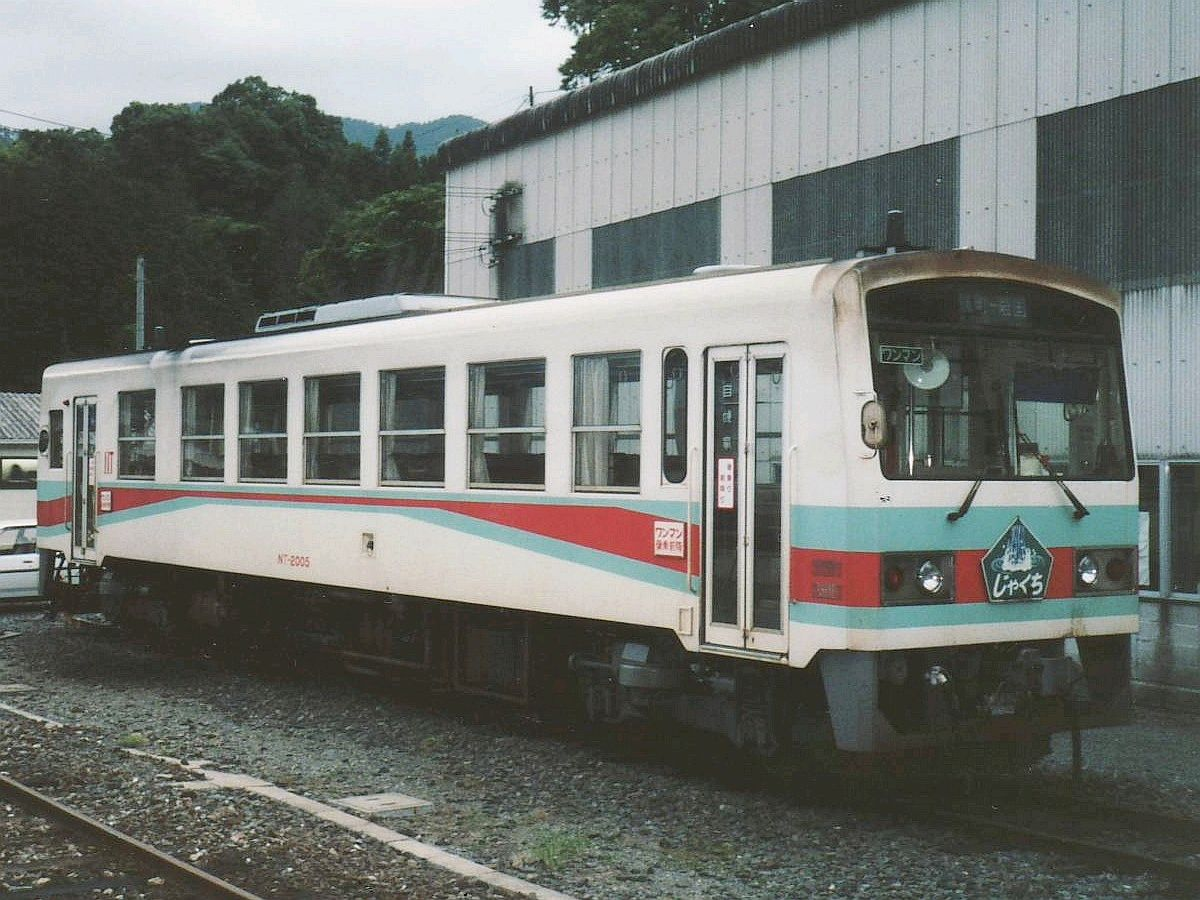
NT-2005 製造当初の塗装 （1995年撮影）

### とことこトレイン
初代
山口きらら博会場で使われていたトヨタL&F製トーイングトラクター2TG型 LPG改造車の牽引車とトモエ電機工業製造の客車（被牽引車）3両の計4両編成からなるゴムタイヤ遊覧車。2編成を保有していた。2009年（平成21年）9月に後述の2代目車両に置き換えられた。
2代目
愛知万博長久手会場でグローバル・トラムとして使用された電気自動車。佐野車輌製作所製。万博閉幕後三重県のナガシマスパーランドで使用されていたものを購入。動力車（牽引車）1両と客車2両（被牽引車）からなる3両編成で、2編成を保有する。錦川鉄道では公募で決定したテントウムシをイメージしたデザインとなり、2009年（平成21年）9月19日より初代車両に代わって運行を開始した。
- 2代目とことこトレインのフロント側
- サイドビュー
- 「とことこトレイン」のトンネル内では、ブラックライトの紫外線にのみ反応し、その特性により6色の光を放つ蛍光石を使って制作された天井壁画を鑑賞することができる。

## 運賃・料金

### 錦川清流線
大人普通旅客運賃（小児半額・10円未満切り上げ）。2019年10月1日改定。
| キロ程         | 運賃（円） | キロ程  | 運賃（円） |
| -------------- | ---------- | ------- | ---------- |
| 初乗り1 - 3 km | 170        | 19 - 21 | 620        |
| 4 - 6          | 230        | 22 - 24 | 710        |
| 7 - 9          | 280        | 25 - 27 | 800        |
| 10 - 12        | 370        | 28 - 30 | 890        |
| 13 - 15        | 440        | 31 - 33 | 980        |
| 16 - 18        | 530        |         |            |

### とことこトレイン
大人遊覧料金（2023年3月改定）
- 一般・マイカー利用者: 片道700円、往復1,400円（4歳以上〜小学生までは半額）
- 錦川清流線利用者・団体: 片道500円、往復1000円（4歳以上〜小学生までは半額）